# Zederiksluis
De Zederiksluis is tegenwoordig niet meer dan een spuisluis van de Oude Zederik naar het Merwedekanaal in Meerkerk, gemeente Vijfheerenlanden, in de Nederlandse provincie Utrecht.
De nog aanwezige sluiskolk heeft een breedte van 5,50 m. Over de sluis ligt een vaste brug, vrije doorvaarthoogte KP + 1m,
Toen in 1886 het Merwedekanaal langs Meerkerk werd gegraven verloor de Oude Zederik het belang voor de scheepvaart. Dit kanaal was tot die tijd een onderdeel van de scheepvaartroute Amsterdam-Gorinchem.

## Foto's

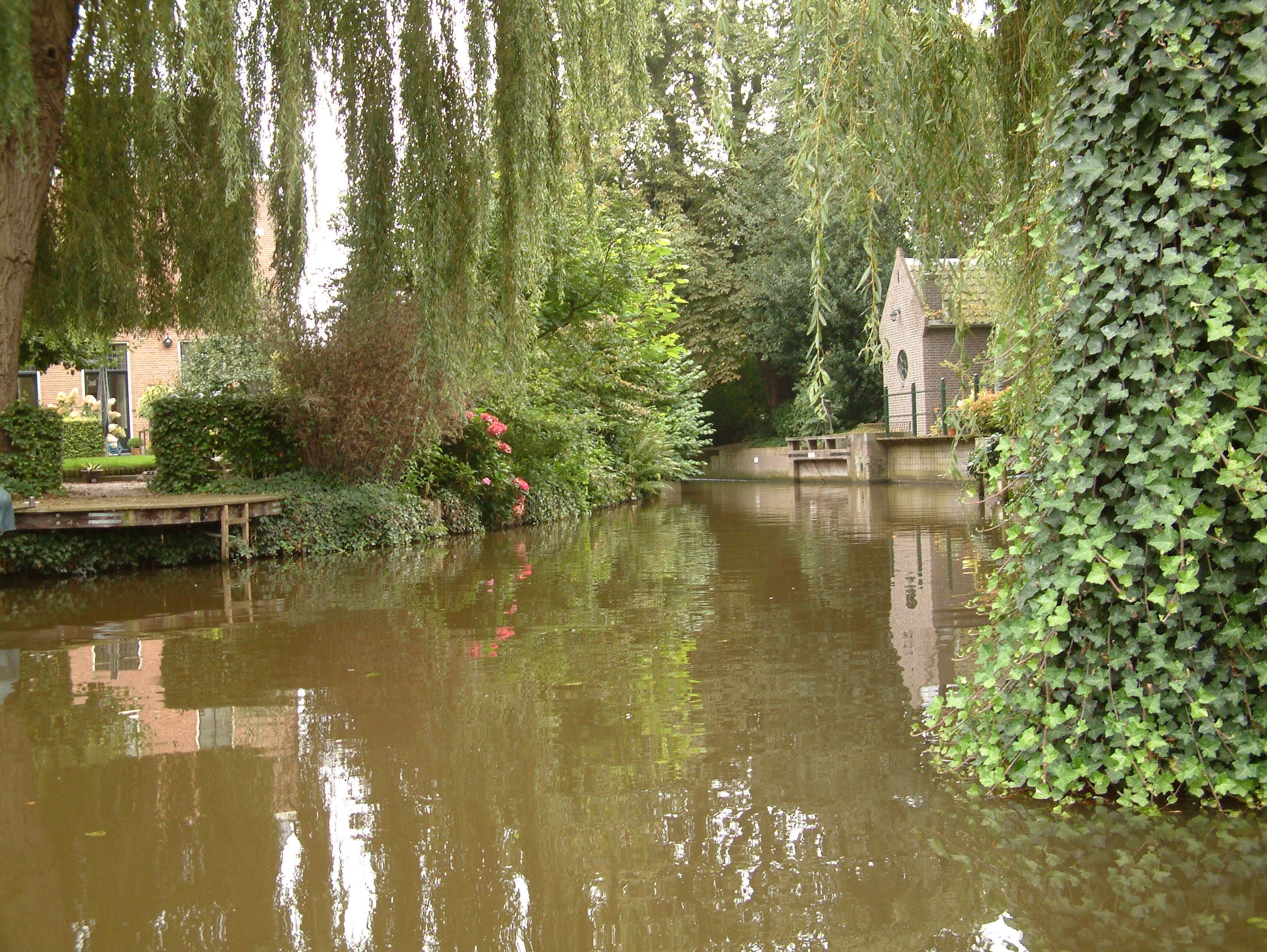
De sluis gezien in zuidelijke richting
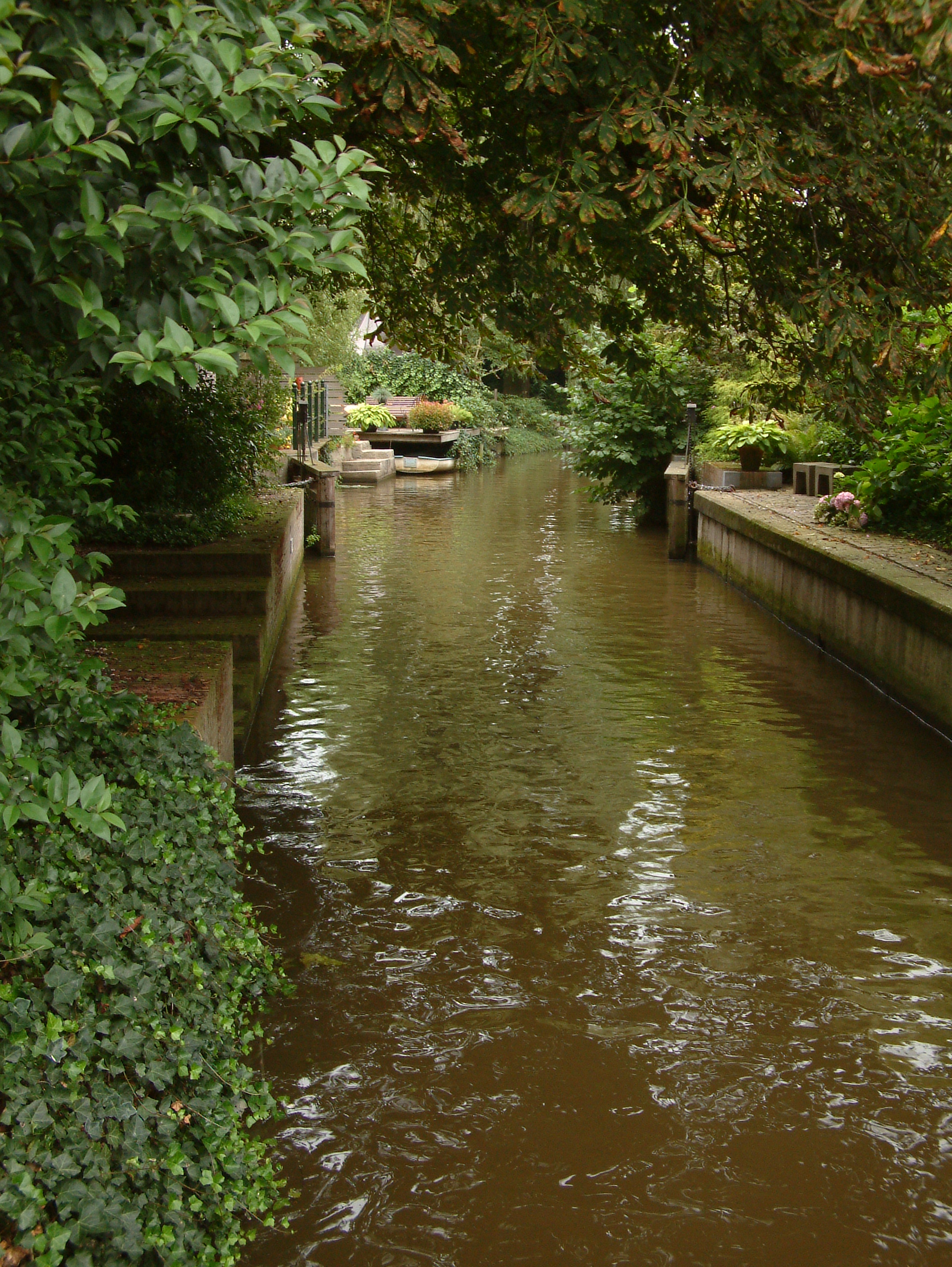
De sluis gezien in noordelijke richting